# Ковалевский, Павел Осипович
Па́вел О́сипович Ковале́вский (23 июля [4 августа] 1843, Казань — 19 февраля [4 марта] 1903, Санкт-Петербург) — русский живописец, баталист и жанрист, представитель петербургского академизма пореформенной эпохи; сын востоковеда Осипа Ковалевского, ученик Богдана Виллевальде. Академик (с 1876), профессор (с 1881) и действительный член (с 1898; по новому уставу) Императорской Академии художеств.

## Биография
Родился 23 июля (4 августа)  1843 года в Казани в семье профессора Казанского университета Осипа Ковалевского.
Не окончив гимназию, поступил в 1862 году вольноприходящим учеником в Императорскую академию художеств; его наставником был баталист Богдан Виллевальде. За успешные занятия был награждён четырьмя серебряными медалями (1863, 1865, 1866 и 1868), а в 1869 году — малой золотой медалью за картину: «Преследование турецких фуражиров казаками, близ Карса». В 1871 году за картину «Первый день сражения под Лейпцигом 1813 г.» Ковалевскому была присвоена большая золотая медаль.
В 1873 году на пенсионером Академии художеств был отправлен в трёхлетнее путешествие в Европу — был в Германии, Австрии, Италии; работал в основном в Риме. В 1876 году ему было присвоено звание академика Академии художеств за картину «Раскопки в Риме».
Во время русско-турецкой войны 1877–1878 годов сопровождал русскую армию и собрал богатый запас материалов для последующих батальных произведений. 
В 1878 году получил золотую медаль 2-го класса на Парижской всемирной выставке; в 1881 году возведён в звание профессора; в 1886 году отмечен золотой медалью на Берлинской юбилейной художественной выставке.
С 1897 года и до конца жизни Павел Ковалевский руководил батальной мастерской Высшего художественного училища при реорганизованной Академии художеств. Считался одним из лучших мастеров по изображению лошадей.
Был похоронен в Петербурге на Смоленском православном кладбище; могила считается утраченной.
В Третьяковской галерее хранятся пять его картин: «Кавказ», «Встреча», «Гнедая лошадь», «Объезд епархии» и «Эпизод из болгарской войны», а в Русском музее более 70 его картин, этюдов, рисунков в том числе и картина «Можайская дорога в 1812 г.» по роману-эпопее Льва Толстого «Война и мир».

## Галерея

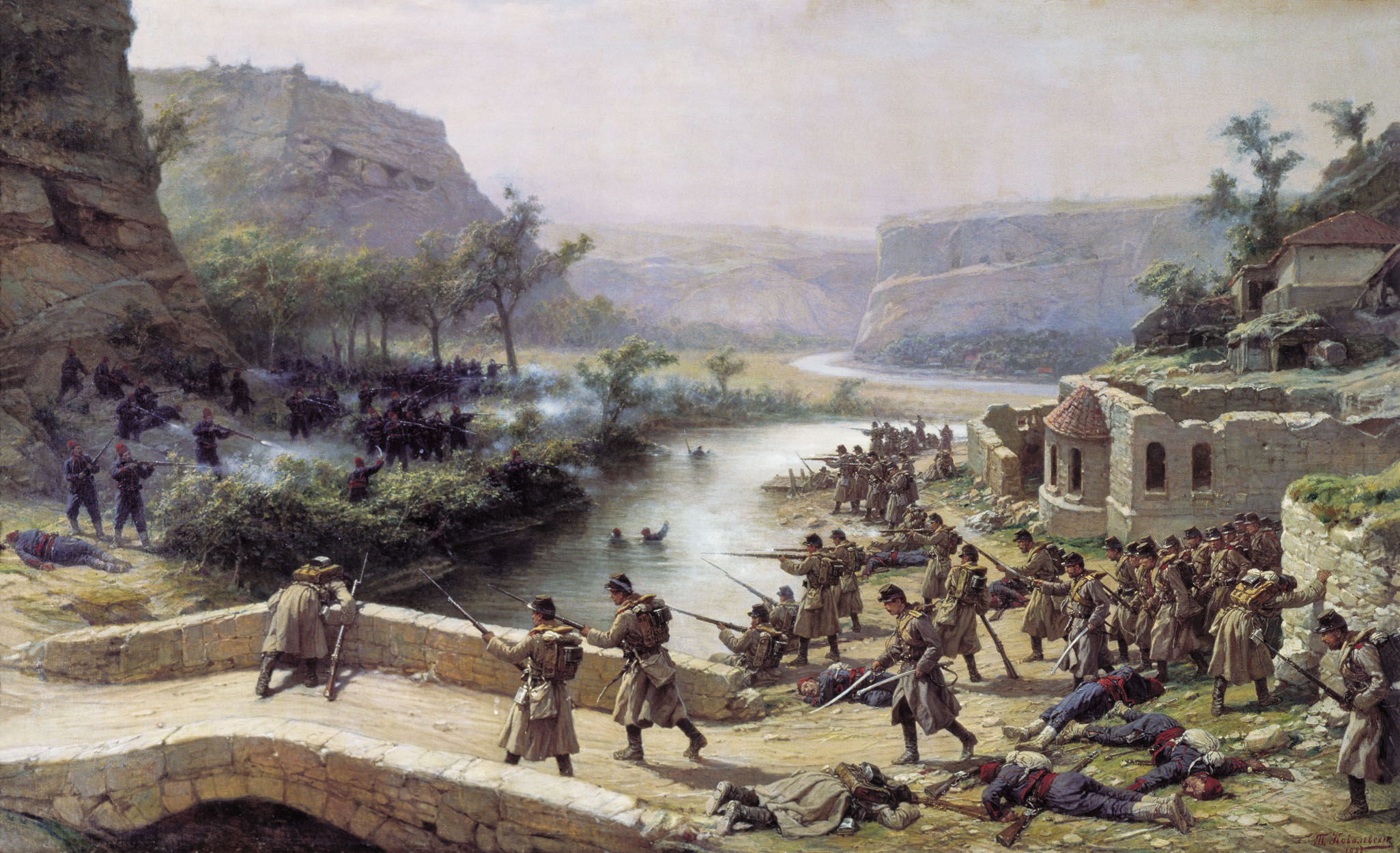
Бой у Иваново-Чифлик 2 октября 1877 года
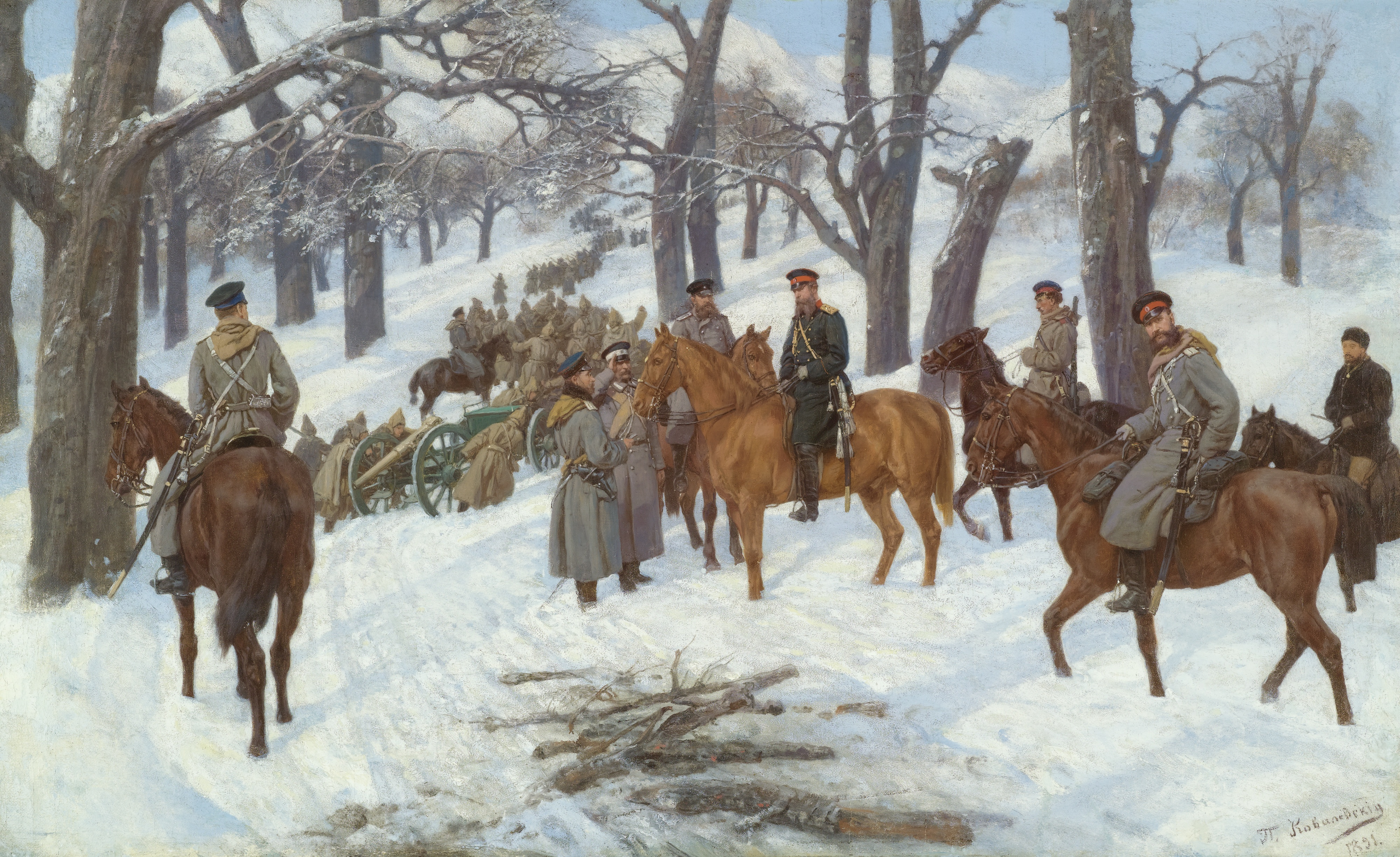
Генерал Иосиф Гурко на Балканах
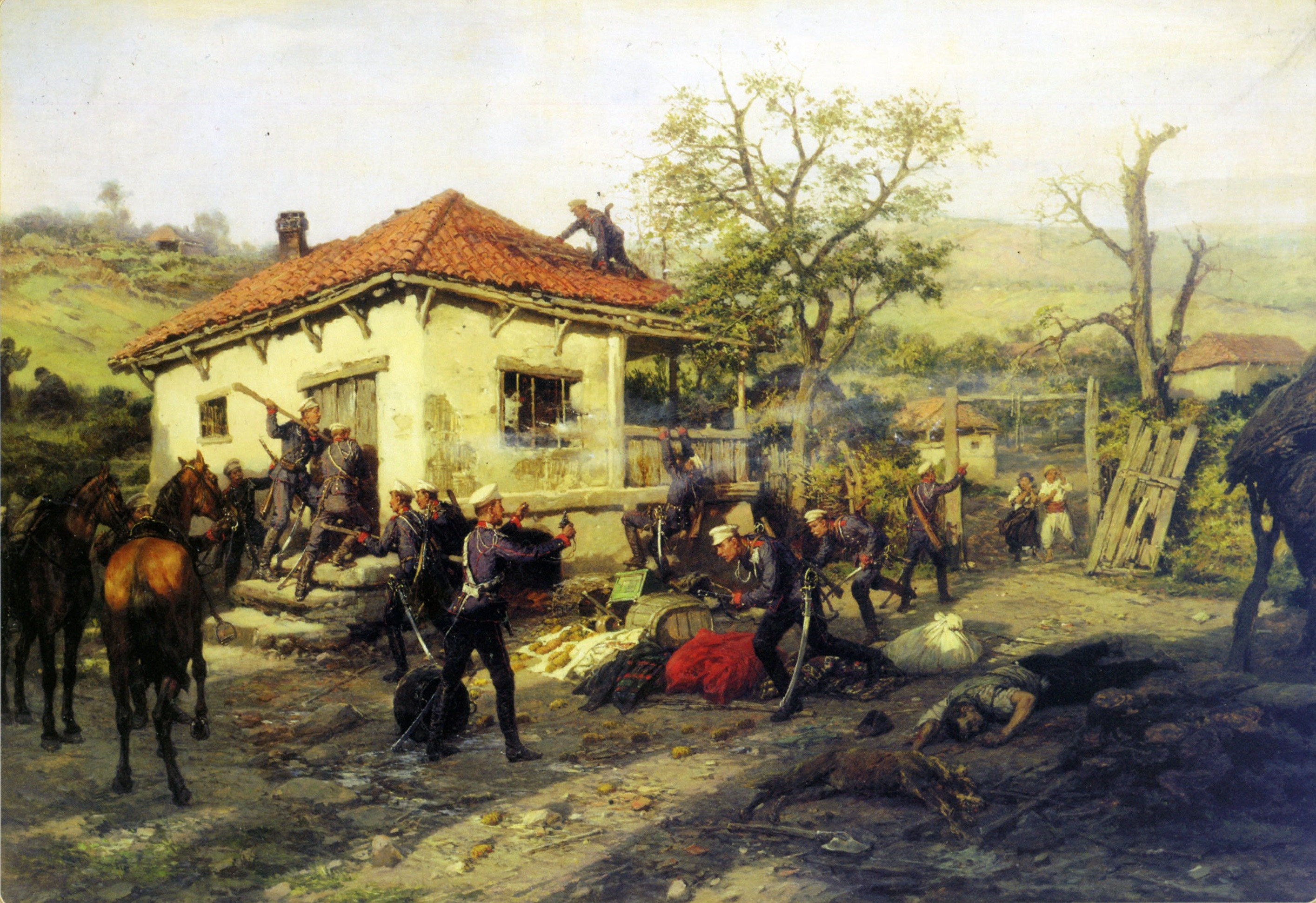
Эпизод из Болгарской войны 1877-1878 годов